# Fenna Kalma
Feikje Anna (Fenna) Kalma (Haskerhorne, 21 november 1999) is een Nederlandse voetbalster die als aanvaller uitkomt voor PSV in de Vrouwen Eredivisie. Daarvoor speelde zij twee seizoenen bij sc Heerenveen, vier seizoenen bij FC Twente en twee seizoenen bij VfL Wolfsburg.
Ze werd geboren in Haskerhorne, en begon te voetballen bij VV Oudehaske. Ze ging op veertienjarige leeftijd naar Amsterdam om te spelen en trainen bij CTO Amsterdam. Van 2016 - 2019 speelde ze bij sc Heerenveen.
Op 30 augustus 2022 ontving Kalma de trofee voor Vrouwen Eredivisie Speler van het Jaar. Ze was de allereerste winnaar van deze prijs waarvoor alle aanvoersters uit de eredivisie een stem uitbrengen. Eerder op de avond werd ze al vereerd met de prijs voor topscorer van de eredivisie door in het seizoen 2021/22 33 doelpunten te maken.

## Statistieken
| Seizoen | Club       | Land      | Competitie        | Wedstrijden | Doelpunten |
| ------- | ---------- | --------- | ----------------- | ----------- | ---------- |
| 2016/17 | Heerenveen | Nederland | Eredivisie        | 6           | 3          |
| 2017/18 | Heerenveen | Nederland | Eredivisie        | 24          | 21         |
| 2018/19 | Heerenveen | Nederland | Eredivisie        | 21          | 13         |
| 2019/20 | Twente     | Nederland | Eredivisie        | 11          | 9          |
| 2020/21 | Twente     | Nederland | Eredivisie        | 20          | 11         |
| 2021/22 | Twente     | Nederland | Eredivisie        | 24          | 33         |
| 2022/23 | Twente     | Nederland | Eredivisie        | 20          | 30         |
| 2023/24 | Wolfsburg  | Duitsland | Frauen-Bundesliga | 20          | 3          |
| 2024/25 | Wolfsburg  | Duitsland | Frauen-Bundesliga | 1           | 0          |
| 2024/25 | PSV        | Nederland | Eredivisie        | 0           | 0          |
| Totaal  | Totaal     | Totaal    | Totaal            | 147         | 123        |

Bijgewerkt t/m 27 januari 2025.

## Interlandcarrière
Kalma kwam als jeugdinternational uit voor Oranje O16, O17, O19, O20 en O23. In 2022 werd ze voor het opgenomen in de selectie van het Nederlands vrouwenvoetbalelftal. Kalma debuteerde op 2 september 2022 bij de Oranjeleeuwinnen, tijdens een oefeninterland tegen Schotland, waarin ze meteen haar eerste doelpunt maakte.

## Erelijst
FC Twente
- Eredivisie: 2020/21, 2021/22
- Eredivisie cup: 2021/22, 2022/23
- KNVB Beker: 2022/23
- Supercup: 2022

Persoonlijk
- Topscorer Vrouwen Eredivisie: 2021/22, 2022/23
- Vrouwen Eredivisie Speler van het Jaar: 2021/22, 2022/23

1 Evrard ·
2 Thrige ·
3 Hendriks ·
4 Buurman ·
5 Bross ·
6 Folkertsma ·
9 Smits ·
10 Ripa ·
11 Jansen ·
14 Strik ·
16 Alkemade ·
17 Jacobs ·
18 Dessing ·
19 Stoit ·
20 Nijstad ·
21 Lacroix ·
22 Derks ·
23 Kemper-Moorrees ·
24 Henschen ·
25 Frijns ·
26 Pondes ·
27 Xhemaili ·
29 Kalma ·
30 Verheijen ·
Coach: Ten Berge
· Assistent-coach: Van Dael